# South Downs

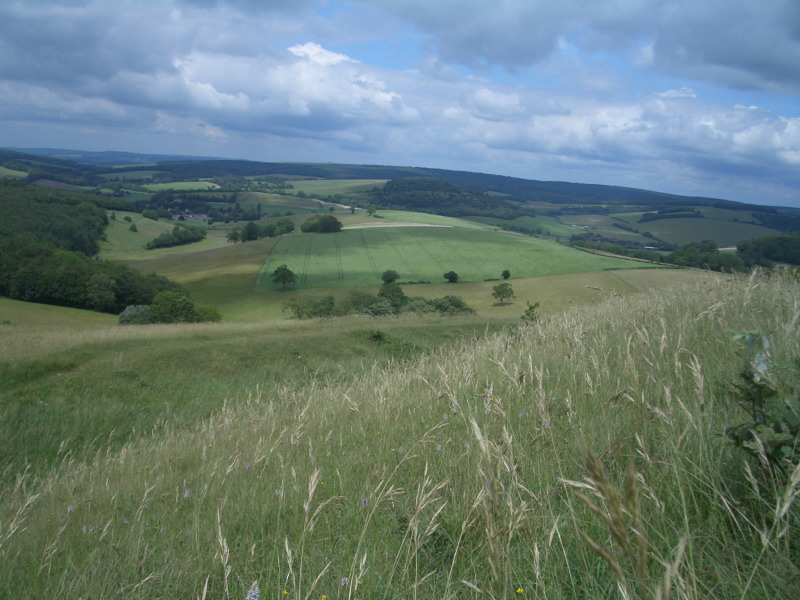
Landschaft in den South Downs

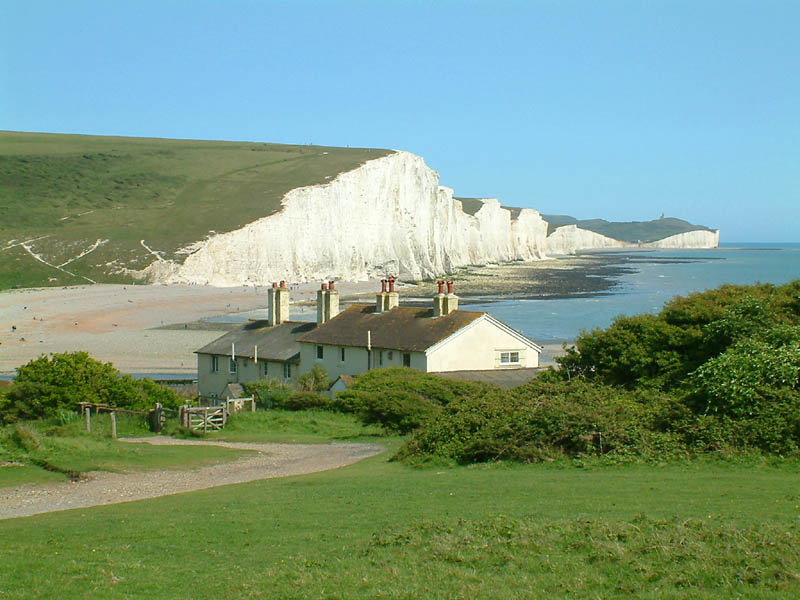
Die Seven Sisters (Sussex)

Die South Downs (von Altenglisch dun, Hügel) sind eine hügelige Kreidelandschaft im Süden Englands, in den Grafschaften East Sussex, West Sussex und Hampshire, die zur südenglischen Kreideformation gehört.
Die South Downs verlaufen parallel zu den North Downs, von denen sie durch den Weald getrennt sind. Die South Downs sind ca. 100 km lang. Die höchste Erhebung ist Butser Hill südlich von Petersfield mit 270 m. Sie werden durch Cuckmere, Adur, Ouse, Lavant und Arun entwässert.
Sie sind durch den South Downs Way, den Monarch’s Way und den Sussex Border Path für Wanderer erschlossen.
Die Küsten sind teilweise spektakulär, bekannt sind etwa die Steilküsten von Beachy Head (162 m hoch) und die Cliffs der Seven Sisters zwischen Eastbourne und Seaford.

## Geologie
Die South Downs sind einer von nur zwei Bereichen im Süden Englands, in denen Kreide-Höhen offen über ebenem Gelände zu Tage treten. Die South Downs verlaufen parallel zu den North Downs und dürften einst zusammen mit diesen Teil einer großen kuppelförmig ausgebildeten aus Kreide bestehenden Erhebung gewesen sein. Durch Erosion verschwand jedoch die zwischen den beiden heutigen Höhenzügen liegende Kreide, so dass sich nunmehr eine Weald genannte Landschaft gebildet hat, die sich durch waldbewachsene Senken zwischen höhergelegenen Kreidehügeln auszeichnet.
Die Böden sind fruchtbare Rendzinen und eine flachgründige Terra fusca, auf der inzwischen teilweise Wein angebaut wird. In den Tälern finden sich tiefgründige Kolluvien, deren Ursprung sich bis in die Bronze- und Eisenzeit zurückverfolgen lässt, wie Untersuchungen von Martin Bell belegen.

## Wirtschaft

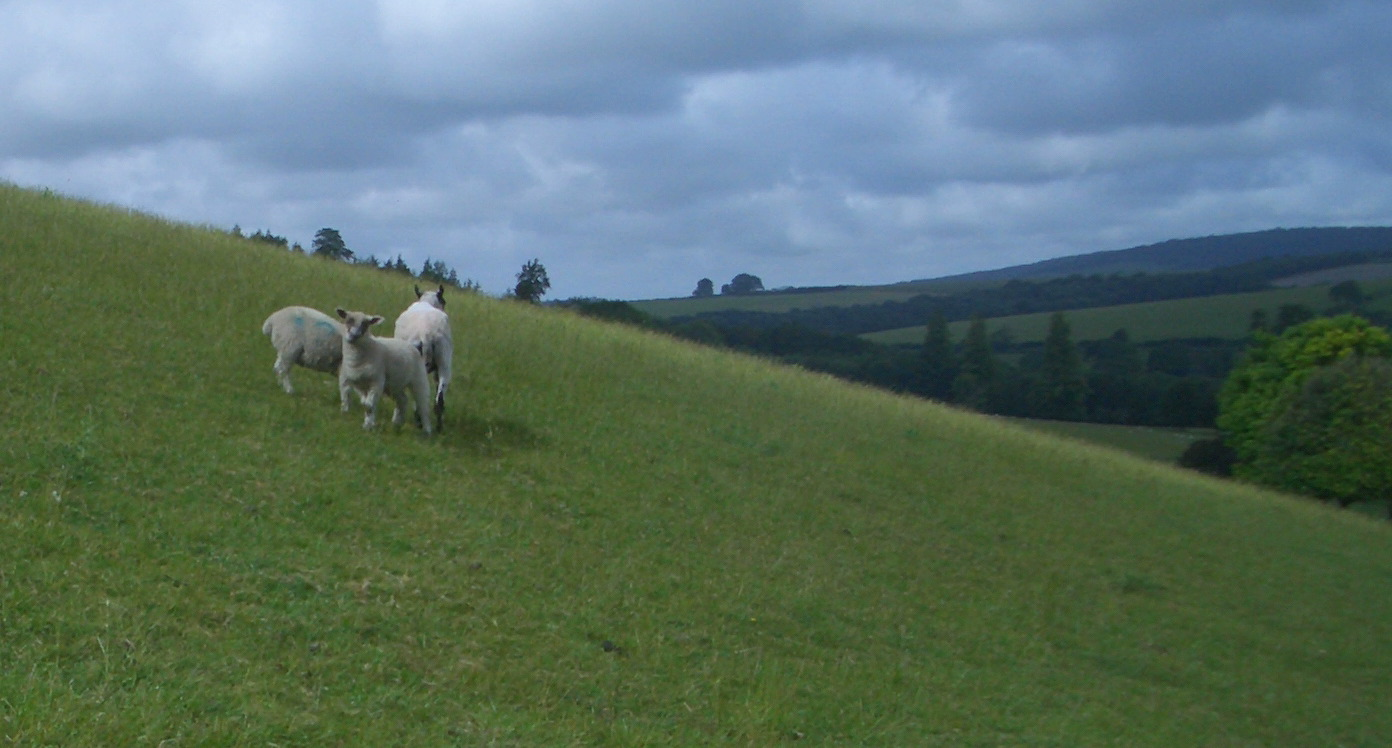
Schafzucht in den South Downs

Die South Downs sind vor allem durch die Schafzucht geprägt. Inzwischen wird stellenweise auch Wein angebaut. Zunehmend wird die Freizeitindustrie bedeutend. Am 1. April 2011 wurde hier Englands derzeit jüngster Nationalpark eröffnet, der South Downs National Park. Parks wie der Queen Elizabeth Country Park, Goodwood Country Park und Petworth Park (Hirschgehege) und Arundel Park dienen vor allem der Naherholung. Vereinzelte Ölvorkommen, wie das bei Singleton, sind volkswirtschaftlich unbedeutend.

## Besiedlung
- Amberley
- Arundel mit Kathedrale und Burg
- Brighton, Seebad

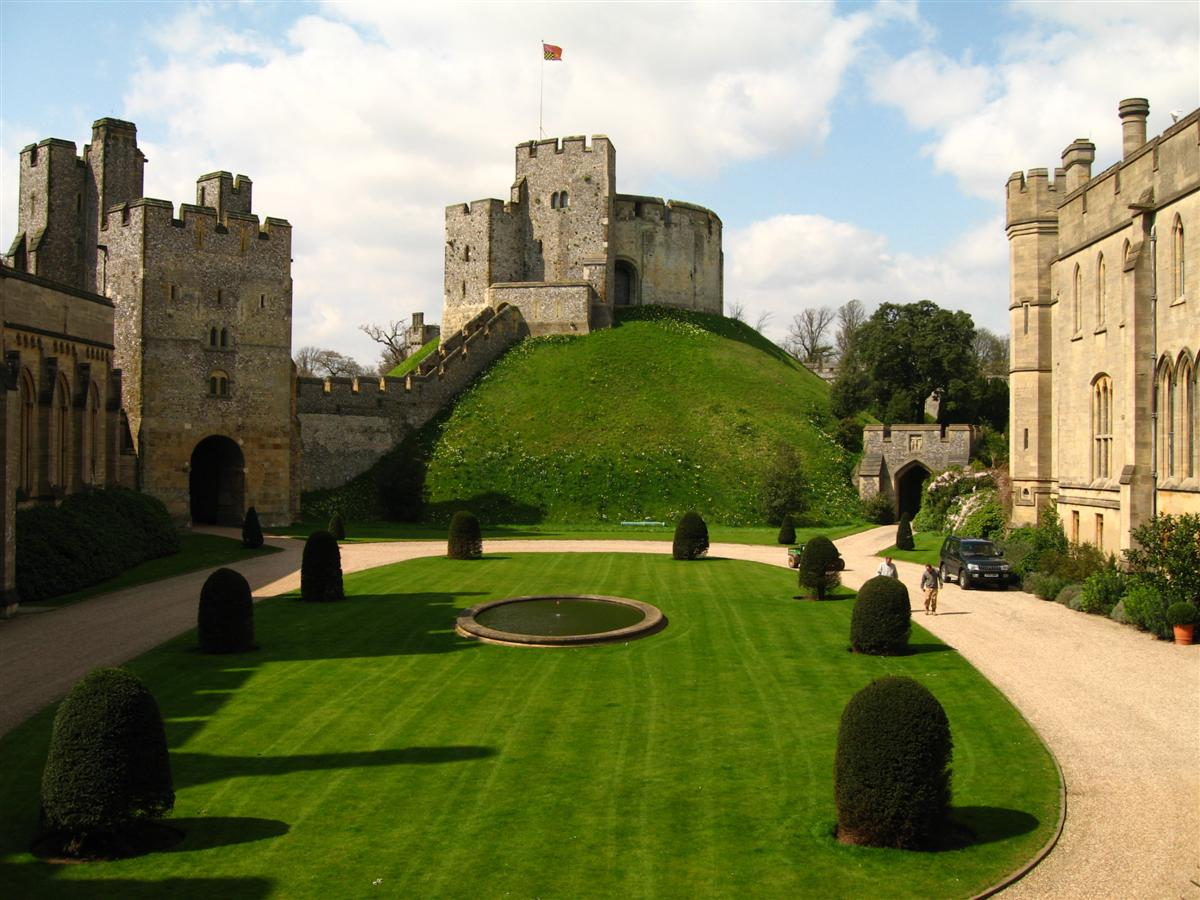
Arundel Castle

- Chichester mit Kathedrale und Hafen
- Eastbourne
- Ford
- Horndean
- Hove
- Lewes
- Midhurst
- Petersfield
- Portslade
- Shoreham-by-Sea

Dank einer guten Bahnverbindung nach London (Southern nach London-Victoria Station) haben sich in den South Downs inzwischen eine Anzahl wohlhabender Pendler angesiedelt.

## Geschichte

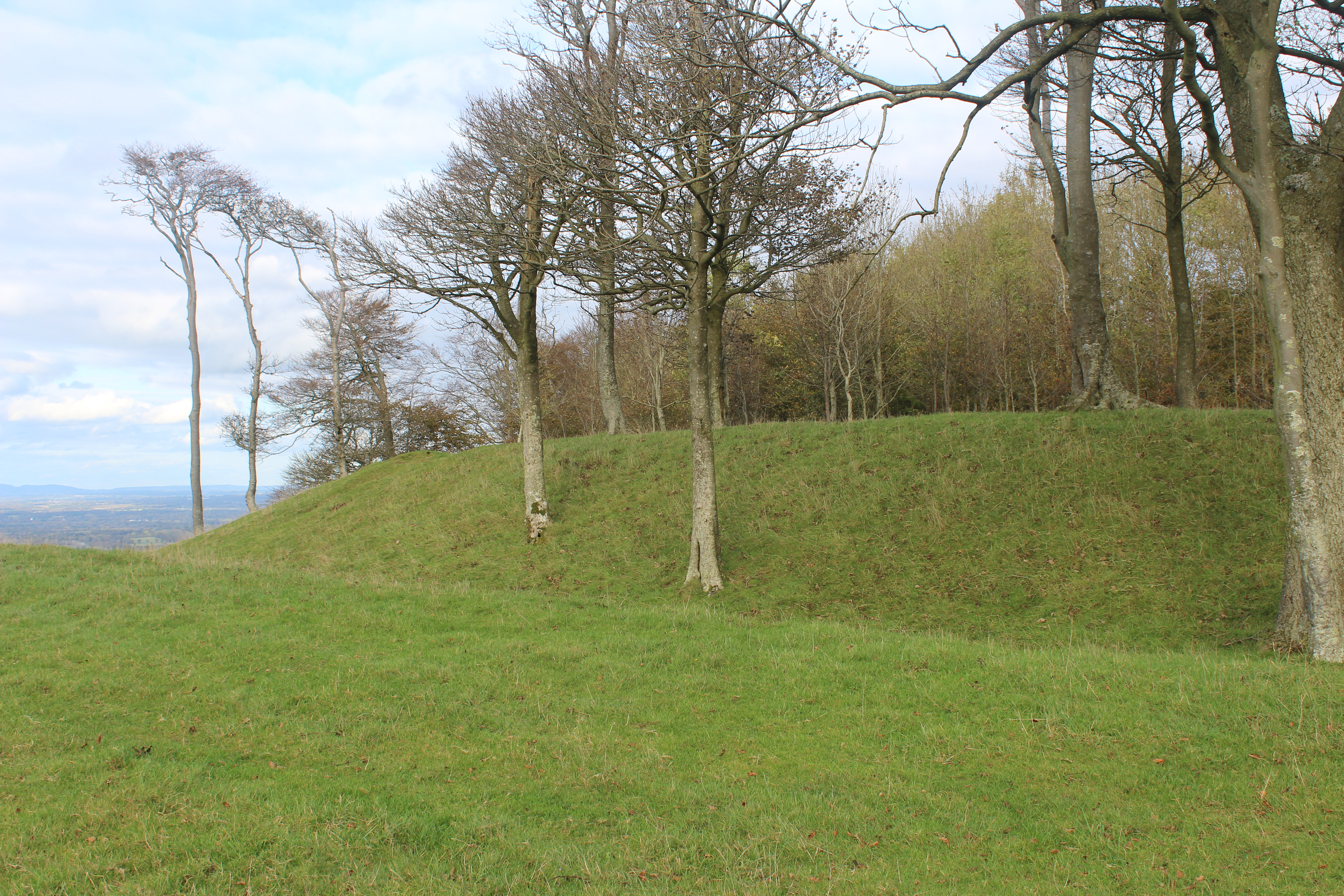
Chanctonbury Ring, ein Hillfort der Eisenzeit

Die Besiedlung der South Downs reicht bis weit ins Paläolithikum zurück, wie die Ausgrabungen in Boxgrove belegen. Auf eine neolithische Nutzung verweisen Silexbergwerke wie Blackpatch und Cissbury und Causewayed Camps wie das auf dem Trundle. Grabhügel der Glockenbecherzeit und der Wessex-Kultur (Devil’s Humps) sind häufig. Ackerterrassen wie in Bullock Down belegen eine spätbronzezeitliche Nutzung. Die bekannteste Siedlung ist Black Patch, in den 1970ern durch Peter Drewett vom Institute of Archaeology London ergraben. Die zahlreichen Burgwälle sind meist in die frühe Eisenzeit zu datieren. Beispiele sind etwa Bow Hill und der Trundle bei Chichester sowie Cissbury bei Worthing und der Beacon Hill (South Harting) bei South Harting. Münzfunden zufolge war das Gebiet von dem Stamm der Atrebaten besiedelt. In römischer Zeit war Noviomagus das Zentrum dieser Landschaft. Die Stane Street ist eine gut erhaltene römische Straße. Römische Villen wie in Batten Hanger, Chilton oder die Römervilla in Bignor wurden bereits im frühen 19. Jh. ergraben. Eine zeitliche Zuordnung des seit etwa 1710 bekannten Long Man of Wilmington konnte bisher nicht vorgenommen werden, es wurden aber Spuren einer römischen Siedlung in seiner Nähe entdeckt.

## Nationalpark
Große Teile der South Downs wurden den Gebieten hervorragender Naturschönheit in England (Area of Outstanding Natural Beauty) zugeordnet.
Von verschiedenen Seiten wurde angeregt, auf dem Gebiet der South Downs einen Nationalpark mit der Bezeichnung South Downs National Park einzurichten. Diese Bewegung hat im Jahre 1999 öffentliche Unterstützung durch die Regierung erfahren und seit dem 1. April 2011 ist der Nationalpark offiziell eröffnet.

## Museen
Das Weald and Downland Museum in West Dean dokumentiert mit zahlreichen translozierten Gebäuden die Volkskunde der Downs. Das Museum in Chichester stellt eindrucksvolle vorgeschichtliche Funde aus, während der römische Palast des Königs Cogidubnus in Fishbourne (Schauplatz eines Romans von Lindsey Davis) mit seinen spektakulären Mosaiken einen guten Einblick in die frühe Römerzeit bietet. Das archäologische Freilichtmuseum von Butser Hill zeigt Nachbauten eisenzeitlicher Rundhäuser und einer römischen Villa.